# معامل الانتشار

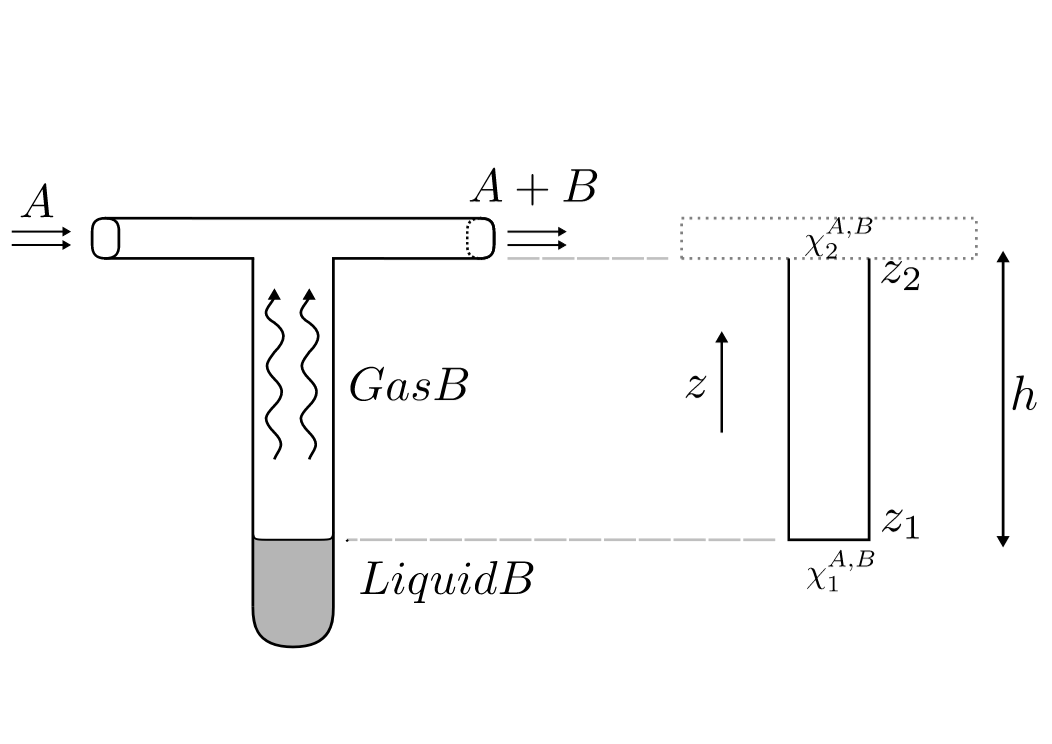
صورة توضح الانتشارية

معامل الانتشار أو الانتشارية  هو ثابت التناسب بين التدفق المولي نتيجة الانتشار الجزيئي وبين تدرّج تركيز الأنواع الموجودة في الوسط. يدخل معامل الانتشار في قانوني فيك للانتشار وفي عدد من المعادلات الأخرى في الكيمياء الفيزيائية.
يعبر عن معامل الانتشار وفق نظام الوحدات الدولي بالمتر المربع على الثانية (م2/ثا) أو وفق نظام وحدات سنتيمتر غرام ثانية على الشكل (سم2/ثا).